# Coryphella lineata
La flabellina dalla linea bianca (Coryphella lineata (Lovén, 1846))  è un mollusco nudibranchio della famiglia Coryphellidae.

## Descrizione
Corpo di colore bianco-rosato, con cerata rossi. Rinofori dello stesso colore del corpo puntinati in bianco, tentacoli orali lunghi, attraversati ciascuno da una sottile linea bianca che si unisce sul capo e prosegue fino alla parte posteriore del corpo. Fino a 3 centimetri.

## Biologia
Si nutre principalmente di idrozoi del genere Eudendrium.

## Distribuzione e habitat
Poco comune nel Mar Mediterraneo, più abbondante nell'Oceano Atlantico orientale, sulle coste europee fino alla Norvegia, da 10 a 40 metri di profondità.